# Geek & Sundry
Geek & Sundry è un canale YouTube commerciale, gestito dall'omonima azienda produttrice di contenuti multimediali. È stato avviato il 2 aprile 2012 dall'attrice Felicia Day insieme a Kim Evey e Sheri Bryant in occasione della YouTube Original Channel Initiative.

## Storia
Il canale era originariamente basato su tre trasmissioni prodotte dalla Day: The Flog (condotta da lei stessa), Sword & Laser (condotta da Veronica Belmont e Tom Merritt) e TableTop (condotta da Wil Wheaton).
Il fatturato della società non è stato comunicato pubblicamente. Prima del lancio del canale, la società ha ricevuto un pagamento anticipato per la pubblicità da parte di YouTube, come stimolo per avviare la produzione più facilmente. Nel giugno 2012 Forbes ha scritto, a proposito del canale, che "se raggiunge il successo, può segnare la strada per il futuro della televisione in rete."
I fondatori e i conduttori del canale hanno partecipato a diverse convention, tra le quali ComicCon, Dragon*Con, VidCon, e WonderCon. Nel 2013 il canale ha annunciato la produzione di tre nuove serie: Felicia's Ark (con Felicia Day), Fetch Quest (creata da Jordan Allen Dutton) e The Player One[s], inoltre le due trasmissioni TableTop e Space Janitors sono state rinnovate per la stagione seguente.
Nell'agosto 2014 Geek & Sundry è stata acquistata dalla Legendary Pictures. Nel dicembre 2014 Geek & Sundry era nella top 100 dei canali stilata da New Media Rockstars, occupando la sessantottesima posizione.

## Vlog
Il 19 marzo 2013 Geek & Sundry ha lanciato un nuovo canale di video blog (vlog), con dieci vlogger sotto la guida di Felicia Day e Jenni Powell, produttrice di The Lizzie Bennett Diaries. Il 20 marzo 2013 il canale ha avviato la ricerca per nuovi vlogger da inserire nel proprio canale, tramite un casting su YouTube la cui seconda fase di selezione si è tenuta in agosto e ha portato il numero di vlogger a 18. Il 18 febbraio 2015, dopo quasi due anni di attività, il canale di vlog è stato chiuso. Tra i vlog del canale vi erano:
- Wordplay Season 2 con Nika "Nikasaur" Harper
- Geeking OUT con Becca Canote (in precedenza anche con Neil McNeil)
- Read This! con James “Tigermonkey” Isaacs
- Sachie
- Talkin' Comics con Amy Dallen (in precedenza era uno show settimanale sul canale principale)
- Jeff Lewis
- Katie Satow
- Paul Mason the DIY Guy
- Critical Hit Cocktails con Mitch Hutts
- 2 Broke Geeks con Mia Resella e Omar Najam
- Cristina Viseu
- Songs of Adventure con Vaughan de Villiers e Caitlin Papier
- Dael Kingsmill
- Kiriosity con Kiri Callaghan
- Wargaming con Teri Litorco
- Old School Pixel Party con Scott Tumilty
- Akeem Lawanson
- Holland Talks Movies con Holland Farkas

## Trasmissioni
| Anno                 | Titolo                   | Autore                           | Note | Stato                                        |
| -------------------- | ------------------------ | -------------------------------- | --- | -------------------------------------------- |
| 2012                 | Dark Horse Motion Comics | Dark Horse Comics                | Video basati sui fumetti pubblicati da Dark Horse Comics | Sospesa                                      |
| 2013–oggi            | Spellslingers            | Sean Plott                       | In ogni episodio Sean "Day9" Plott affronta un diverso ospite a Magic: l'Adunanza.                                                                             | In onda                                      |
| 2012–2013, 2015–oggi | The Flog                 | Felicia Day                      | Video blog settimanale di Felicia Day. | In onda                                      |
| 2012–2013            | The Guild                | Felicia Day                      | Webserie incentrata sulla vita di una gilda di giocatori MMORPG.                                                                                               | Sospesa                                      |
| 2012                 | Sword & Laser            | Veronica Belmont e Tom Merritt   | Recensione di libri e video fantasy e fantascientifici. | Sospesa                                      |
| 2012–oggi            | TableTop                 | Felicia Day e Wil Wheaton        | In ogni episodio Wil Wheaton descrive un gioco da tavolo, che viene poi giocato in una partita con gli ospiti, solitamente personaggi televisivi o del web.    | In onda                                      |
| 2012                 | Written By A Kid         |                                  | In ogni episodio, una storia narrata da un bambino viene usata come trama per la produzione di un breve video.                                                 | Sospesa                                      |
| 2012                 | LearningTown             | Paul and Storm                   | Una sitcom con Paul and Storm che rivisitano storie classiche per bambini.                                                                                     | Sospesa                                      |
| 2012-2013            | On the Table             |                                  | Una trasmissione per giocatori di wargames, originariamente trasmessa su Beasts of War.                                                                        | Sospesa                                      |
| 2012                 | The Storyboard           |                                  | Tavola rotonda con Pat Rothfuss. | Sospesa                                      |
| 2012–2014            | Vaginal Fantasy          | Felicia Day                      | Recensione di libri, con Felicia Day, Bonnie Burton, Kiala Kazbee e Veronica Belmont.                                                                          | Spostata sul canale personale di Felicia Day |
| 2012–oggi            | Space Janitors           | Davin Lengyel e Geoff Lapaire    | Una webserie di genere commedia che ha come protagonisti i custodi di una stazione spaziale, al servizio di un signore del male.                               | In onda                                      |
| 2012                 | MetaDating               |                                  | Sean Plott e alcuni suoi amici bevono birra e provano dei simulatori di incontri romantici.                                                                    | Sospesa                                      |
| 2012                 | #Parent                  |                                  | Kristen Rutherford e Mike Phirman discutono su argomenti relativi ai genitori geek.                                                                            | Sospesa                                      |
| 2013                 | Felicia's Ark            | Felicia Day                      | Una commedia interattiva nella quale Felicia "salva" gli animali dei videogame, ed è il pubblico a scegliere chi potrà salire sulla sua arca.                  | Sospesa                                      |
| 2013                 | Fetch Quest              | Jordan Allen Dutton              | Commedia musicale sulla cultura dei videogiochi. | Sospesa                                      |
| 2013                 | The Player One[s]        |                                  | Una serie di sketch-comedy sui videogiochi. | Sospesa                                      |
| 2013–oggi            | Co-Optitude              | Felicia Day                      | In ogni episodio, Felicia e Ryon Day giocano con vecchi giochi Genesis, Super Nintendo e Nintendo 64.                                                          | In onda                                      |
| 2013                 | Outlands                 | Adam de la Peña                  | Trasmissione fantascientifica sul tema dei viaggi spaziali. | Non disponibile                              |
| 2014–oggi            | Talkin' Comics Weekly    | Amy Dallen                       | Amy Dallen presenta quello che per lei è il fumetto della settimana.                                                                                           | In onda                                      |
| 2014                 | Caper                    | Amy Berg e Mike Sizemore         | Storia di quattro supereroi passati al mondo del crimine. | Sospesa                                      |
| 2014–oggi            | Unplugged                |                                  | Trasmissione sulla trasposizione di videogiochi nella vita reale.                                                                                              | Sospesa                                      |
| 2014                 | Spooked                  |                                  | Commedia sul paranormale. | Prima stagione completa                      |
| 2014                 | Arcade Arms              |                                  | Trasposizione nella vita reale delle armi dei videogiochi. | Sospesa                                      |
| 2014–oggi            | LARPs                    | Julian Stamboulieh e Jon Verrall | Commedia su un gruppo di giocatori di ruolo dal vivo (LARP). La prima stagione è stata trasmessa su un altro canale, e in seguito trasferita su Geek & Sundry. | In onda                                      |
| 2015–oggi            | Critical Role            |                                  | Serie su Dungeons & Dragons. | In onda                                      |
| 2015–oggi            | Titansgrave              | Wil Wheaton                      | Trasmissione su giochi di ruolo e fantasy. | Prima stagione completa                      |